# Депривація
Депривáція (англ. deprivation) — це психічний стан, коли суб'єкт не має змоги задовольняти деякі свої основні (життєві) психічні потреби достатньою мірою впродовж тривалого часу. Тобто йдеться про втрату чогось такого, що необхідно індивіду для задоволення певних важливих потреб. Це призводить до різних моральних і психологічних відхилень у поведінці та діяльності.

## Періоди вивчення депривації
У науці проблема соціальної депривації залишається недостатньо вивченою. Однак у її дослідженні можна виокремити чотири періоди:
- «Емпіричний» — починається приблизно з другої половини XIX ст. і триває до 30-х років XX ст. У цей час фактично тільки накопичують факти, без чіткого їхнього аналізу й систематизації.
- «Мобілізуючий» — 30-ті та 40-ві роки XX ст. Його початковою віхою стали праці так званої віденської школи: Т. Мюллер зі своїми співробітниками систематично вивчала психічний розвиток дітей у різних несприятливих умовах життя. Г. Гетер розглядає питання депривації ширше. Вона вела спостереження за дітьми, які проживали в поганих соціальних і економічних умовах, росли без сім'ї або були під опікою родичів та інших людей, а також виховувалися в дитячих закладах.
- «Критичний», який припадає приблизно на 50-ті роки XX ст. Суть його, на відміну від другого, у тому, що було з´ясовано існування низки ситуацій, у яких виникала депривація. Вивчати депривацію почали в умовах сім'ї. Кульмінацією цього періоду була публікація Всесвітньої організації охорони здоров´я в Женеві в 1962 році під назвою «Відсутність материнської турботи». У ній розглянуто в різних аспектах результати досліджень депривації, проаналізовано класичні концепції з позиції методології дослідження. Депривація вийшла за вузькі межі, її стали розглядати з погляду сфер суспільного життя. Було зроблено висновок про негативний вплив технократизації суспільства на соціальну поведінку молоді, збільшення кількості соціальних відхилень.
- «Експериментально-теоретичний», який почався в 60-ті роки. Від попередніх відрізняється глибшим вивченням взаємодії між організмом і соціальним середовищем в умовах депривації. Розпочали інтенсивно вивчати невеликі групи в соціальних ситуаціях, за якими спостерігали і які контролювали. Зроблено висновок, що соціальне середовище впливає на організм не безпосередньо, а заломлюється крізь закономірності його розвитку.

## Психічна депривація
Психічна депривація — це психічний стан, який виникає в результаті життєвих ситуацій, коли суб'єктові не надано можливості для задоволення деяких його основних (життєвих) психічних потреб упродовж тривалого часу. У психології існує кілька теорій психічної депривації. Під поняттям «психічна депривація» розуміють різні несприятливі впливи, які трапляються в життєвих ситуаціях.
Вияви психічної депривації можуть охоплювати широкий діапазон змін особистості — від легких, що зовсім не виходять за межі нормальної емоційної картини, до дуже грубих уражень розвитку інтелекту й характеру. Психічна депривація може виявляти певну картину невропатичних ознак, а іноді — виражені соматичні особливості. Різні форми психічної депривації в житті трапляються одночасно. Ізольовано виявити їх можна лише експериментально.

### Форми психічної депривації
Найчастіше виокремлюють такі форми психічної депривації:
- депривація стимульна (сенсорна): знижена кількість сенсорних стимулів або їхня обмежена мінливість;
- депривація значень (когнітивна): занадто мінлива хаотична структура зовнішнього світу без чіткого упорядкування і змісту, що не дає змоги розуміти, передбачати і регулювати інформацію, яка надходить ззовні (І. Лангмейер, З. Майєчек);
- депривація емоційного ставлення (емоційна): недостатня можливість для встановлення інтимного емоційного ставлення до якої-небудь особи, або розвинення подібного емоційного зв´язку, якщо такий вже було створено;
- депривація ідентичності (соціальна): обмежена можливість для засвоєння самостійної соціальної ролі.

## Вияв депривації, її види і наслідки
Депривація — це тимчасова або постійна, повна або часткова, штучна або зумовлена життєдіяльністю ізоляція людини від взаємодії її внутрішнього психічного із зовнішнім психічним. Депривація — це процес і результат.
За змістом, депривацію можна поділити на:
- сенсорну;
- емоційну;
- психомоторну;
- духовну;
- соціальну;
- пізнавальну (когнітивну);
- психокультурну.

За тривалістю депривація буває:
- короткотривалою (робота водолаза кілька годин на дні моря, відпочинок на безлюдному острові, хвороба тощо);
- затяжною (наприклад, перебування космонавтів на навколоземній орбіті);
- довготривалою (відсутність фізичного навантаження упродовж років, зречення світського життя шляхом самоізоляції в монастирі, членство в культових організаціях (сектах) тощо).

Будь-яка депривація має різні рівні розвитку: високий, середній, низький.
- Високий рівень депривації наявний, коли ізоляція людини досягла повної замкнутості, тобто цілковито відсутня взаємодія її внутрішнього психічного із зовнішнім психічним відповідного характеру;
- середній — коли взаємодія людини із зовнішнім психічним відповідного характеру здійснюється або рідко, або час до часу та в малому обсязі;
- низький — коли взаємодія із зовнішнім психічним відповідного характеру здійснюється систематично, хоча й не в повному обсязі та не активно.

### Сенсорна депривація
Сенсорна депривація — це тривале, більш-менш повне позбавлення людини сенсорних вражень. В умовах сенсорної депривації актуалізується потреба у відчуттях та афективних переживаннях, що усвідомлюється у формі сенсорного й емоційного голоду. У відповідь на недостатність аферентації активізуються процеси уяви, певним чином впливаючи на образну пам'ять. Виникають яскраві уявлення ейдетичні, спроєкційовані ззовні, які оцінюють як захисні реакції (компенсаторні).
У міру збільшення часу перебування в умовах сенсорної депривації на етапі нестійкої психічної діяльності з´являється емоційна лабільність зі зрушенням до зниженого настрою — загальмованість, депресія, апатія, які на короткий час змінюються ейфорією, дратівливістю. Наявні порушення пам'яті, прямо залежні від циклічності емоційних станів. Порушується ритм сну, розвиваються гіпнотичні стани з появою гіпнотичних уявлень; на відміну від станів передсонних, які бувають у звичайних умовах, вони затягуються на порівняно тривалий час, проектуються ззовні й супроводжуються ілюзією мимовільності. Що жорсткіші умови сенсорної депривації, то швидше порушуються процеси мислення, що виявляється в неможливості на чомусь зосередитися, послідовно обміркувати проблеми. Фіксують зниження функції екстраполяції й продуктивності під час виконання нескладних розумових дій.
У разі збільшення часу впливу депривації ейдетичні уявлення можуть вийти з-під контролю актуального «Я» й виявлятися у формі галюцинацій. У генезі цього процесу чітко простежуються асенізація нервової системи і розвиток гіпнотичних фаз у корі півкуль головного мозку.

### Духовна, емоційна і психомоторна депривація
Негативним чинником також є духовна, емоційна і психомоторна депривація. Вплив на психічне здоров'я людей у суспільстві чинить надмірна матеріалізація соціального життя, яка вимагає великої затрати часу, відмову від оволодіння духовними цінностями. Одні громадяни часто працюють у кількох місцях без перерви на відпочинок, по 10-14 годин, без вихідних, відпустки. Інші вимушені виїжджати на тривалий час на заробітки, у чужі країни. Треті обмежують себе лише матеріальним, не цікавлячись ні духовним, ні фізичним станом, ні станом душі. У багатьох людей відпочинок обмежується тривалим сидінням перед телевізором, застіллям тощо.
У всіх ситуаціях люди обмежують кількість і якість духовного, емоційного і фізичного навантаження, що призводить, до духовної, емоційної та психомоторної депривації.
Відсутність позитивного духовного (духовна депривація) та емоційного (емоційна депривація) навантаження на психіку людини зумовлює поступове збільшення негативного психоенергетичного потенціалу, який сформувався внаслідок дії негативних емоцій (через конфлікти, поклоніння грошам, сварки, невдачі, розчарування, страхи, неможливість швидкого збагачення, втрату близьких, несправедливість, негативізм, обман задля матеріального збагачення, відсутність перспективи, незадоволення своїм становищем у суспільстві тощо). Цей негативний психоенергетичний потенціал спричинює психічні розлади, нервові зриви, депресивні стани тощо, що знижує психічне здоров´я людини.
Недарма Л. О. Богданович акцентує увагу на тому, що психогігієна «означає збереження психічного здоров'я. Вона стосується не лише стану мозку, а й почуттів людини». На це звертав увагу ще римський лікар Гален, який писав про «гігієну пристрастей, або про моральну гігієну».
Негативний психологічний вплив також має відсутність необхідного організму фізичного навантаження. Загалом для підтримування психічного здоров'я людини необхідно, щоб вона постійно отримувала збалансоване позитивне пізнавальне (розумове), духовне, емоційне і фізичне навантаження. їхня диспропорція чи відсутність обов´язково негативно впливає на психічне здоров'я людини. М. Аргайл зазначає: «Щастя, як і душевне та фізичне здоров'я, збільшується за наявності соціальних зв´язків індивіда; з їхньою втратою і під впливом інших стресових ситуацій настає стан депресії».

### Соціальна депривація
Соціальна депривація — це відхилення від реальних соціальних норм у суспільстві та в різних соціальних спільнотах, які відображають певний ступінь ізоляції індивіда від соціального кола та соціального середовища.
Досліджено механізм відхилення суб´єкта і його наслідки в межах соціальної системи. Соціальний розвиток суб´єкта відбувається не лише через навчання окремих видів соціальної діяльності. Насправді суб´єкт є складовою частиною всієї соціальної системи. Він завжди поступово засвоює формулу всієї організованої соціальної системи з усіма її численними ролями (поведінкою, яка відповідає певним соціальним позиціям і статусам). Суб'єкт вчиться не лише тих ролей, які він сам поступово переймає і здійснює, а й тих, які стосуються інших осіб. Знання цих ролей суб´єкт засвоює шляхом безпосередньої участі в соціальних взаємодіях.
Тому, якщо в соціальній структурі суб´єкта нема якогось істотного елемента, який визначає чітку соціальну роль інших суб´єктів соціальної дійсності (наприклад, якщо в сім'ї нема батька або матері, брата чи сестри, або бракує спілкування з однолітками), то індивід не набуває досвіду взаємодії з ними (див. ще: референтна група). Депривацію можна в цьому разі розцінювати передусім як недолік незнання соціальних ролей. Наслідки такої депривації впливають на перебіг соціалізації: депривований суб'єкт погано підготовлений до відповідного виконання низки ролей, яких очікуватимуть від нього в суспільстві. Соціальна депривація суттєво залежить від ступеня задоволення потреб людини. Точніше, вона виникає тоді, коли потреби задовольнити неможливо або їх задовольняють частково, однобічно тощо.
У дитинстві проблеми психосоціального розвитку мають більш прямий зв'язок з навколишнім середовищем, ніж в інші вікові періоди. Багато хто, ставши дорослим, має різні відхилення, які впливають на їхню поведінку. Ці тенденції поведінки мають здатність ставати хронічними і часто перетворюються на розлади особистості. Довготривалі спостереження вчених засвідчили, що люди з відхиленнями в поведінці зазнають серйозних труднощів у різних життєвих ситуаціях. Ці соціальні ситуації впливають на виникнення соціальної депривації. До таких життєвих ситуацій можна зарахувати:
а) призупинення з різних причин уже створеного зв´язку між суб'єктом і його соціальним середовищем;
б) недостатнє отримання соціальних, почуттєвих, сенсорних стимулів, коли суб'єкт розвивався і жив в умовах соціальної ізоляції.
Схожа ізоляція заторкує практично всі соціальні ситуації, наприклад: дитину віддають до дитячого садка; зміна персоналу; народження молодших членів сім'ї; перехід суб´єкта з одного закладу до іншого; розлучення батьків; смерть хоча б одного з батьків; призов на службу в армію; вплив на суб´єкта або його сім´ю економічних, соціокультурних та соціальних чинників (сім'ї з низьким економічним або культурним рівнем, асоціальні сім'ї, соціально дискриміновані сім'ї, сім'ї так званих привілейованих осіб, сім'ї переселенців, членство в сектах тощо), природні катастрофи, повені, землетруси, суспільні події, війна, державні катаклізми, евакуація, аномальні травмуючі позиції, на яких були дорослі під час розвитку і виховання дитини, перебування особистості в середовищі людей, які розмовляють іншою мовою, несприйняття групою особистості з якихось причин, тривале перебування в камерах одинокого ув'язнення, фізичні вади (товстий, довгий, низький) тощо.
На розвиток соціальної депривації значною мірою впливає соціально-психологічний стан суспільства, рівень його розвитку та процес соціалізації конкретної особистості.
Соціальна депривація — це специфічні відхилення від реальних соціальних норм поведінки і спілкування, які утворилися на основі відсутності певних умов соціалізації та можливостей всебічно засвоювати соціокультурні суспільні цінності.
Дослідження свідчать про різний вплив соціальної депривації на поведінку й діяльність людини.

### Пізнавальна депривація
Пізнавальна депривація полягає в ізоляції (самоізоляції) людини від процесів розв'язання різних мисленнєвих завдань. Йдеться про «розумове навантаження», відсутність якого призводить до гальмування розумового розвитку або навіть його регресу. Розвивається розумова «лінь».

### Психокультурна депривація
Психокультурна депривація полягає в довготривалому відчуженні особистості від засвоєння суто людських культурних цінностей, насамперед творів мистецтва, літератури, фольклору, звичаїв, обрядів, традицій тощо.